# Internationale Federatie van Rode Kruis- en Rode Halve Maanverenigingen
De Internationale Federatie van Rode Kruis- en Rode Halve Maanverenigingen is de koepelorganisatie van nationale Rode Kruis- en Rode Halvemaanverenigingen.
De federatie wil de humanitaire acties van nationale verenigingen ondersteunen en aanmoedigen. Het doel is het behoud en de bevordering van de vrede in de wereld door menselijk lijden te voorkomen en te verlichten.
Daarom ondersteunt en coördineert de federatie hulpacties voor slachtoffers van rampen. Bovendien stimuleert de federatie gemeenschapsdiensten die nationale verenigingen ontwikkelen, hoofdzakelijk gezondheidsprojecten.